# Kouto
Kouto este o comună din departamentul Boundiali, regiunea Bagoue, Coasta de Fildeș.